# Єлизавета-Шарлотта Пфальцька (1597—1660)
Єлизаве́та-Шарло́тта Пфа́льцька (нім. Elisabeth Charlotte von der Pfalz; 19 листопада 1597 — 26 квітня 1660) — пфальцька принцеса. Маркграфиня Бранденбурзька, курфюрстина Священної Римської імперії, герцогиня Прусська  (1620—1660). Представниця німецької династії Віттельсбахів. Народилася в Ноймаркті, Верхній Пфальц. Дружина бранденбурського маркграфа і прусського герцога Георга-Вільгельма (з 1616). Матір «великого курфюрста» Фрідріха-Вільгельма. Сестра пфальцького графа Фрідріха V, «зимового короля» Богемії. Померла в Кроссені, Бранденбург. Похована у Берлінському соборі.

## Біографія

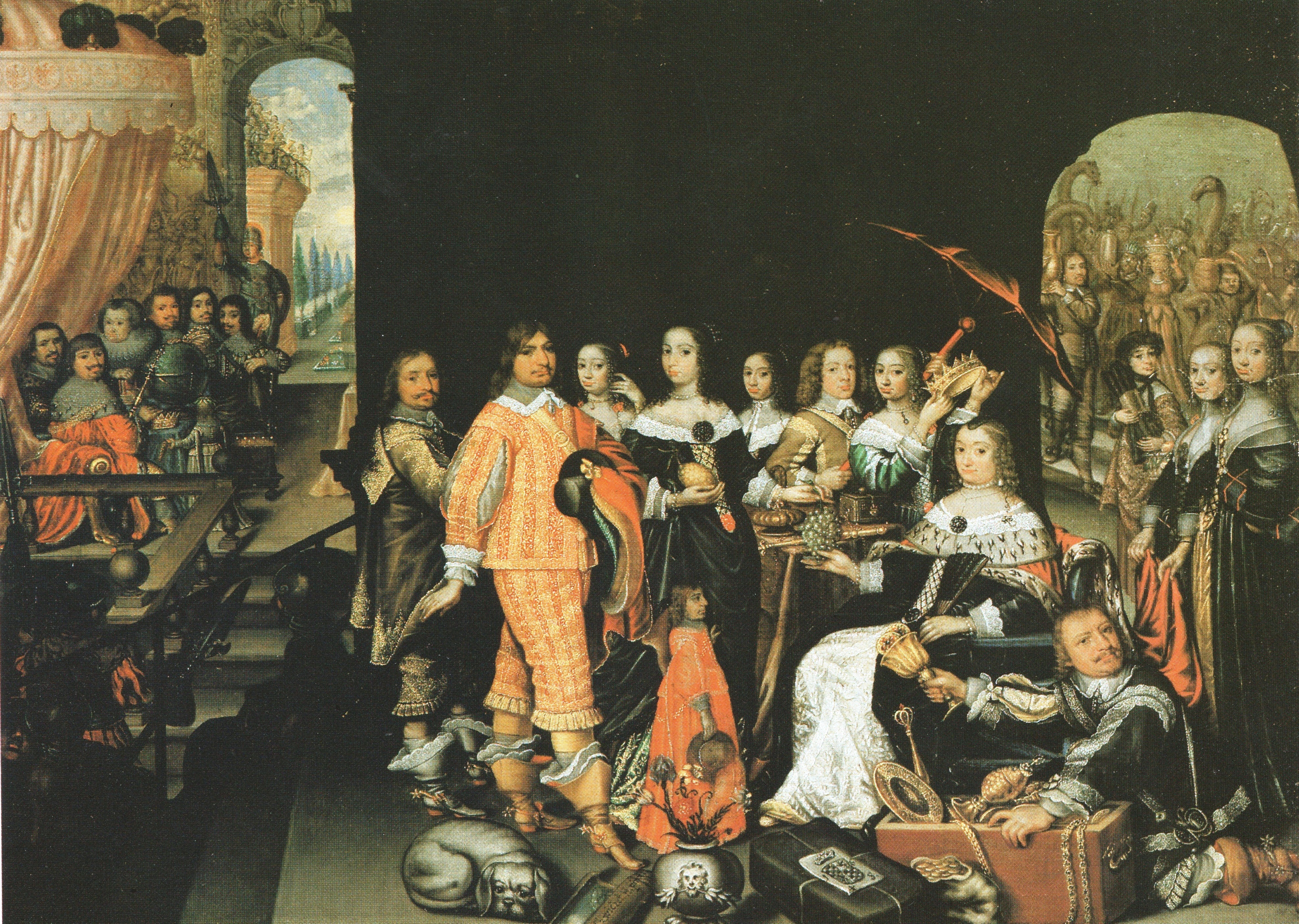
Єлизавета-Шарлота (як цариця Савська) з дітьми і родичами

Єлизавета-Шарлотта народилася 19 листопада 1597 року в Ноймаркті, у Верхньому Пфальці, в родині пфальцького графа Фрідріха IV та Луїзи-Юліани Нассау-Оранської. Дівчинку виховували у традиційному лютеранському дусі. Її брат Фрідріх V був головою Євангелічної унії.
24 червня 1616 року 18-річна Єлизавета-Шарлота одружилася із майбутнім бранденбурзьким маркграфом, 20-річним Георгом-Вільгельмом. Шлюб був укладений з політичною метою — для зближення протестантських курфюрстських династій Священної Римської імперії: пфальцьких Віттельсбахів та брандербурзьких Гогенцоллернів. Планувалося, що вони спільно виступатимуть проти католицького імператорського дому Габсбургів.
Зі спалахом Тридцятилітньої війни в Богемії Єлизавета-Шарлотта намагалася втягнути свого нерішучого чоловіка у боротьбу проти католицького союзу на боці протестантів. 1618 року вона змусила його прихистити в Кюстрині свого брата, пфальцького графа Фрідріха V, який після поразки богемського повстання переховувався від імператорської влади. Маркграфиня, підтримувана тещею-лютеранкою Анною, часто конфліктувала з чоловіком і його канцелером-католиком Адамом фон Шварценбергом, просувала по службі своїх фаворитів-лютеран. У любові до протестантизму вона виховала свого сина, який всупереч традиціям того часу був надміру прив'язаний до матері.
Останні роки свого життя Єлизавета-Шарлота провела в Кроссені, де й померла 26 квітня 1660 року. Поховали її в Берлінському соборі.

## Родина
Чоловік — Георг-Вільгельм, маркграф Бранденбурзький
Діти:
- Луїза-Шарлотта (1617—1676), дружина Якоба Кеттлера, герцога Курляндського
- Фрідріх-Вільгельм (1620—1688) — маркграф Бранденбурзький, герцог Прусський .
- Гедвіга-Софія (1623—1683), дружина Вільгельма VI,  ландграфа Гессен-кассельський.
- Йоганн-Сигізмунд (1624—1624) — помер немовлям.